# Manfred Cordes
Manfred Cordes (* 1953 in Hildesheim) ist ein deutscher Musiker. Er ist emeritierter Professor für Musiktheorie, Kontrapunkt, Ensemble und war Dekan und Rektor der Hochschule für Künste Bremen.
Cordes ist Spezialist für die Musik des 16. und 17. Jahrhunderts. Als Leiter des 1993 gegründeten Ensembles Weser-Renaissance Bremen entwirft und leitet er eine Vielzahl von Konzertprogrammen, die sowohl in Deutschlands wie auf internationalen Festivals große Beachtung finden. Mit dem 2019 gegründeten Europäischen Hanse-Ensemble liegt sein Fokus auf dem Erhalt und der Verbreitung des musikalischen Erbes der Hansezeit und internationaler Nachwuchsförderung auf dem Gebiet der Alten Musik.

## Leben
Manfred Cordes studierte Schul- und Kirchenmusik in Hannover und Berlin. Nach dem Studium der Klassischen Philologie und Gesangspädagogik folgte eine Gastdozentur für Musiktheorie in Groningen. Cordes wurde 1991 an der Universität Bremen mit einer Arbeit über Die lateinischen Motetten des Iacobus Regnart im Spiegel der Tonarten- und Affektenlehre des 16. Jahrhunderts promoviert.
Seit 1983 in Bremen, übernahm Cordes das Vokalensemble des Forums Alte Musik Bremen und begann mit ihm eine umfangreiche Konzerttätigkeit. Durch weiter gehende Spezialisierung auf das Repertoire des 16. und 17. Jahrhunderts sowie durch das Hinzuziehen historischer Instrumente wurde das Ensemble Weser-Renaissance Bremen gebildet, das nach inzwischen 30-jährigem Bestehen auf zahlreiche Konzert- und CD-Programme, internationaler Einladungen und prominenter Auftritte zurückblickt.
Als Dozent für Musiktheorie, Kontrapunkt und Ensemble war Manfred Cordes 1986 am Aufbau der Akademie für Alte Musik Bremen beteiligt.
1994 wurde er als Professor an die Hochschule für Künste Bremen berufen. Dort leitete er bis 2005 als Dekan den Fachbereich Musik. Von 2007 bis 2012 war er Rektor der Hochschule. 2019 wurde er verabschiedet.
Cordes war Mitglied im Vorstand der Internationalen Heinrich Schütz-Gesellschaft und war stellvertretender Vorsitzender der Rektorenkonferenz der Musikhochschulen. Er arbeitet im Vorstand des Arp-Schnitger-Instituts für Orgel und Orgelbau an der HfK.

## Projekte
Seit dem Jahr 2000 führt Cordes mit dem Ensemble Weser-Renaissance eine eigene Konzertreihe in Bremen durch.
Darüber hinaus verfolgt er eine internationale Konzerttätigkeit, in den letzten Jahren u. a. auf Festivals in Utrecht (Festival Oude Muziek), Brüssel, Antwerpen, Brügge, Gent (Festival van Vlaanderen), Stockholm, Göteborg, Göteborg, Helsinki, Kopenhagen, Riga, Innsbruck, Trient, Venedig, Prag, Breslau, Krakau, Danzig, Moskau, Herne (Tage Alter Musik / WDR), Halle (Händel-Festspiele), Köln, Berlin, Nürnberg, Dresden, Leipzig, Aachen, München, Regensburg (Tage Alter Musik) oder Hamburg (Das Alte Werk/NDR).
Mit der Hansestadt Bremen als „Homebase“ bildet die Arbeit an und mit historischen Orgelinstrumenten Nordeuropas in letzter Zeit einen weiteren Schwerpunkt.
Cordes gründete 2019 das Europäische Hanse-Ensemble, dessen künstlerischer Leiter er ist. Mit jungen Musikerinnen und Musikern aus ganz Europa erarbeitet er das musikalische Erbe aus den alten Hansestädten (Repertoire bis 1669).

## Schriften (Auswahl)
- Die lateinischen Motetten des Iacobus Regnart im Spiegel der Tonarten- und Affektenlehre des 16. Jahrhunderts. Universität, Bremen 1991 (Dissertation).
- Pian e forte. Hauschild, Bremen 1998, ISBN 3-931785-78-5.
- Nicola Vicentinos Enharmonik. Akademische Druck- und Verlags-Anstalt, Graz 2007, ISBN 978-3-201-01884-5 (Buch und CD).